# Slipping Through My Fingers
Slipping Through My Fingers – piosenka zespołu ABBA, w Japonii oraz w Południowej Afryce wydana jako singel. Utwór śpiewany przez Agnethę opisuje uczucia matki uświadamiającej sobie dojrzewanie i postępujące oddalenie emocjonalne dorastającej córki. Inspiracją do napisania tej piosenki była siedmioletnia córka Agnethy i Bjorna – Linda Ulvaeus. ABBA promowała tę piosenkę w programie Dicka Cavetta w kwietniu 1981